# Txoria txori

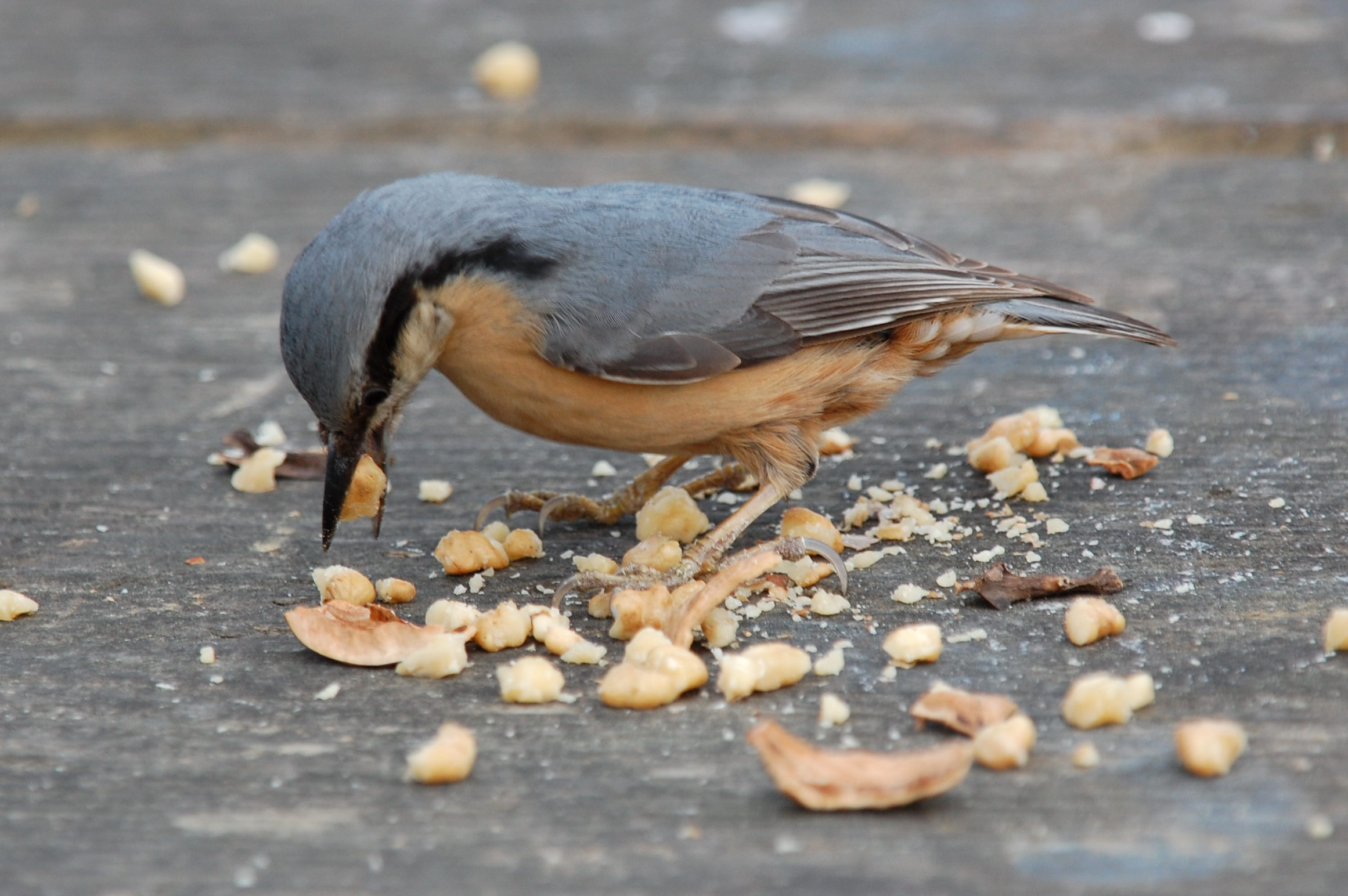
Pájaro en libertad.

Txoria txori («El pájaro, pájaro es») es un poema en euskera escrito por Joxean Artze en 1957 que goza de gran popularidad entre el pueblo vasco. Mikel Laboa en 1968 creó una melodía adaptada a este poema y con gran éxito publicó la canción en el álbum de 1974 Bat-Hiru. 
La canción también es conocida como «Hegoak» («Les ailes» en francés o «Las alas» en castellano) gracias a la versión de Anne Etchegoyen. La joven en 2014 consiguió un Disco de Oro en Francia, vendiendo más de 60 000 copias, y su cedé estuvo en el top 10 de los más vendidos.

## Letras

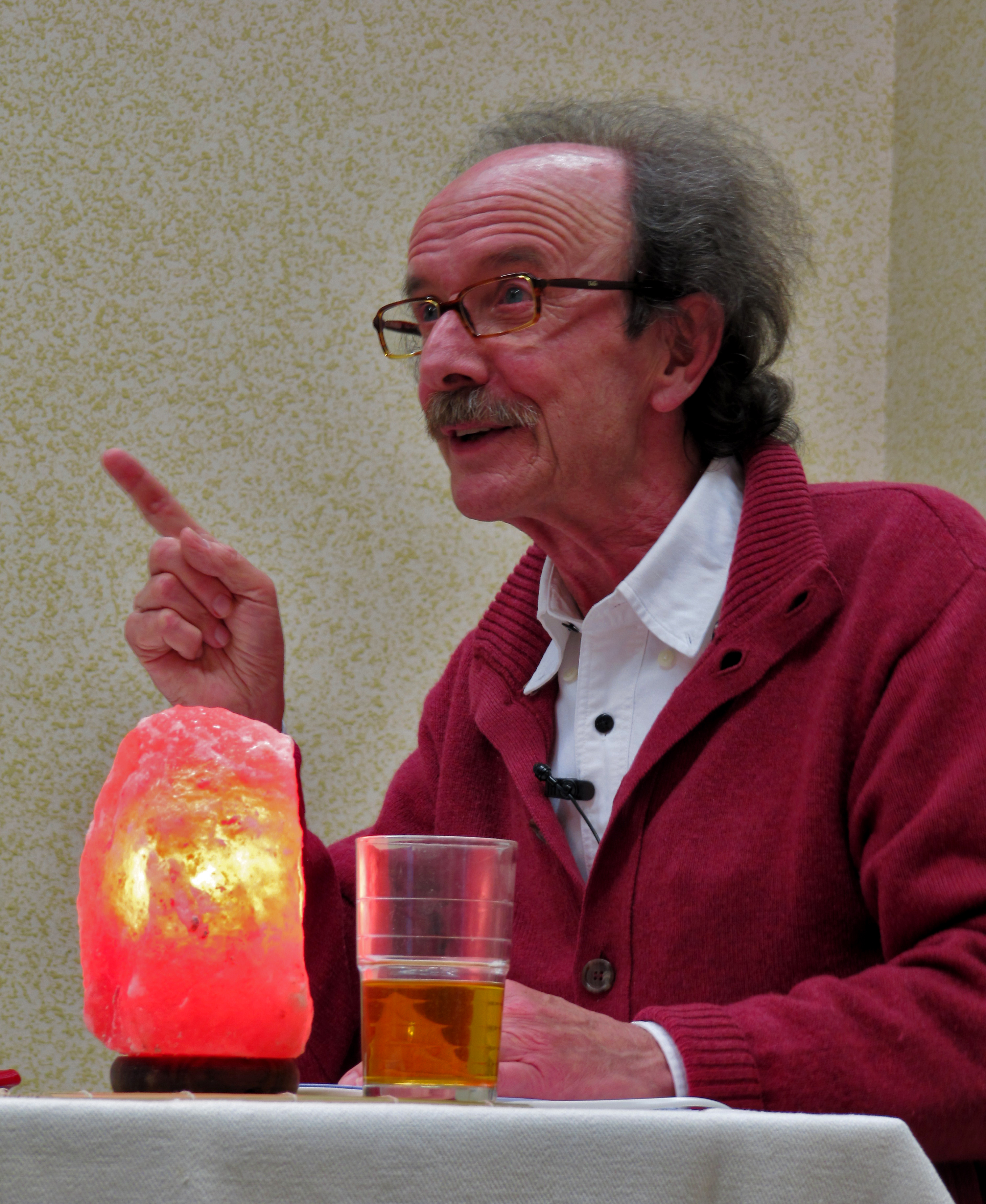
Josean Artze, autor del poema.

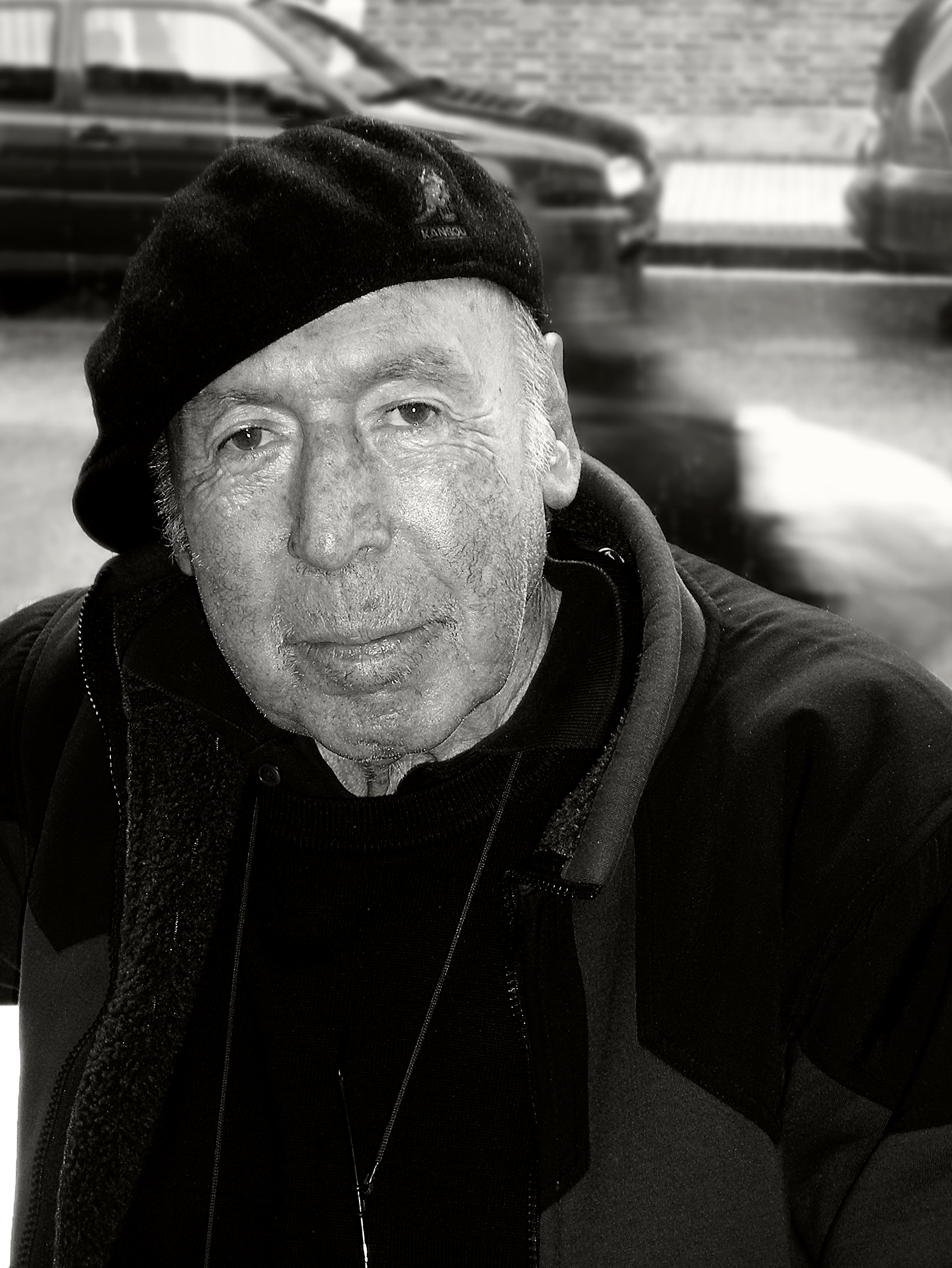
Mikel Laboa, autor de la melodía.

En euskera

Hegoak ebaki banizkio
nerea izango zen,
ez zuen alde egingo.
Hegoak ebaki banizkio
nerea izango zen,
ez zuen alde egingo. 

Bainan, honela
ez zen gehiago txoria izango
Bainan, honela
ez zen gehiago txoria izango
eta nik...
txoria nuen maite
eta nik...
txoria nuen maite.
En castellano

Si le hubiera cortado las alas

habría sido mío,

no se me habría escapado.

Si le hubiera cortado las alas

habría sido mío,

no se me habría escapado.

Pero así,

habría dejado de ser pájaro.

Pero así,

habría dejado de ser pájaro.

Y yo...

yo lo que amaba era el pájaro.

Y yo...

yo lo que amaba era el pájaro.
Joxean Artze en Txoria Txori

## Significado de las letras
Artze tenía 25 años cuando escribió este poema que trata sobre la libertad y sobre la posesión, el dominio y el respeto entre las personas y animales. 
Tiene un profundo significado simbólico: habla de la libertad y de la necesidad de dejar que quienes amamos sean libres para ser lo que son. El poema establece una metáfora entre un pájaro y el amor, destacando que no podemos imponer cadenas ni ataduras a lo que deseamos conservar, porque al hacerlo, dejaría de ser lo que era.
El poema transmite una idea universal: el amor verdadero respeta la esencia y libertad del otro. Si tratamos de poseer o controlar aquello que amamos, lo despojamos de su identidad y belleza, convirtiéndolo en algo diferente a lo que originalmente nos cautivó. Por eso, Txoria Txori es considerada una de las expresiones más hermosas de la cultura vasca sobre el amor, la libertad y el respeto hacia los demás.

## Creación de la melodía
Estando Mikel Laboa y su mujer Marisol Bastida en 1968 en el restaurante Aurrera de San Sebastián, vieron impresos en las servilletas los versos del poema de Artze. Mikel se llevó una de ellas a casa y compuso una melodía para el poema. Es una canción dedicada a la libertad negada. Se podía interpretar como «un acto de resistencia contra las leyes del régimen de Franco que prohibían el uso del vasco».

## Versiones
| Artista                                    | Título                       | Álbum                                          | Año  | Discográfica                          |
| Mikel Laboa                                | «Txoria txori»               | Bat-hiru                                       | 1974 | Elkarlanean                           |
| L'Arcusgi                                  | «Egoak»                      | Resistenza                                     | 1988 | Ricordu                               |
| Hegoak                                     | «Hegoak»                     | Hegoak                                         | 1989 | Agorila                               |
| Etsaiak                                    | «Txoria txori»               | Gerra Zikina                                   | 1990 | Esan Ozenki                           |
| Angel Katarain                             | «Txoria txori (Lekeitio)»    | Txerokee, Mikel Laboaren Kantak                | 1990 | Elkar                                 |
| Erramun Martikorena                        | «Hegoak»                     | Olerkarien oihartzun                           | 1993 | Elkar                                 |
| Carmen Leñero                              | «Txoria txori»               | Almuerzo en la Hierba                          | 1997 | AMFM Records / Opción Sonica USA      |
| Joan Baez                                  | «Txoria txori»               | Diamonds & Rust in the Bullring                | 1998 | Gold Castle                           |
| Portobello Bones                           | «Hasta cierto punto»         | Refuse to keep silence                         | 1998 | PBB/Crash Disc                        |
| Errobi Kanta                               | «Txoria txori - Oi gu hemen» | Euskal Kulturaren Mezulari - Baiona            | 1998 | Idol/Agorila                          |
| Itxaso & Daniel Pérez y Gorka Benítez      | «Txoria txori»               | New land-Lur berria                            | 2000 | Fresh Sound-World Jazz                |
| 2B2R                                       | «L'auzel (Hegoak)»           | D'aïci, d'ailleurs                             | 2003 |                                       |
| Ester Formosa                              | «Txoria txori»               | Perquè vull i altres cançons imprescindibles.  | 2004 | Ventilador Music                      |
| Ontuak                                     | «Hegoak»                     | Hola Festa!                                    | 2004 | Idol/Agorila                          |
| Gontzal Mendibil                           | Tori yo Tori / Txoria txori  | Arrupe, nire isiltasun hau-Arrupe, mi silencio | 2007 | Keinu                                 |
| Maialen Errotabehere, Mixu y Xabaltx       | «Hegoak»                     | MMX                                            | 2008 | Agorila                               |
| John Kelly & Maite Itoiz, The Kelly Family | «Txoria txori»               | The Blue Elf'S Dream - The Live Show           | 2009 |                                       |
| Kepa Junkera (junto a Pablo Milanés)       | «Txoria txori»               | Kalea                                          | 2009 | Warner                                |
| Hak'Amarra                                 | «Txoria txori»               | Bidaian                                        | 2011 | Elkar                                 |
| Anne Etchegoyen y Aizkoa                   | «Hegoak (Les ailes)»         | Les Voix Basques                               | 2013 | Otentik Produons / Sony Music         |
| Battista Acquaviva                         | «Hegoak - Txoria Txori»      | Les chants de libertés                         | 2015 | Decca Records / Universal Music Group |
| Sonakay                                    | «Txoria txori»               |                                                | 2016 |                                       |
| NAO                                        | «Txoria txori»               | Ata que o lume se apague                       | 2018 | Estudios Garate                       |
| Salvador Sobral                            | «Txoria txori»               |                                                | 2018 |                                       |
| Moonshine Wagon                            | «Txoria txori»               | Straight from the Mud                          | 2019 | Moonshine Wagon                       |
| Isseo & Dodosound                          | «Txoria txori»               | Same Love                                      | 2019 | Mundo Zurdo                           |
| Ona nua                                    | "L'ocell és l'ocell"         | en YouTube                                     | 2022 |                                       |
| Kalakan                                    | «Txoria txori»               | Ahotsez                                        | 2022 | Saroia                                |
| Mikel Laboa                                | «Txoria txori»               | Ikimilikiliklik                                | 2022 | Elkar                                 |

A propósito de las versiones, Artze declaró: «me emociona ver tantas personas diferentes interpretarlo de maneras tan diversas».